# 1846 Bengt
1846 Bengt este un asteroid din centura principală, descoperit pe 24 septembrie 1960 de PLS.